# 上水匯

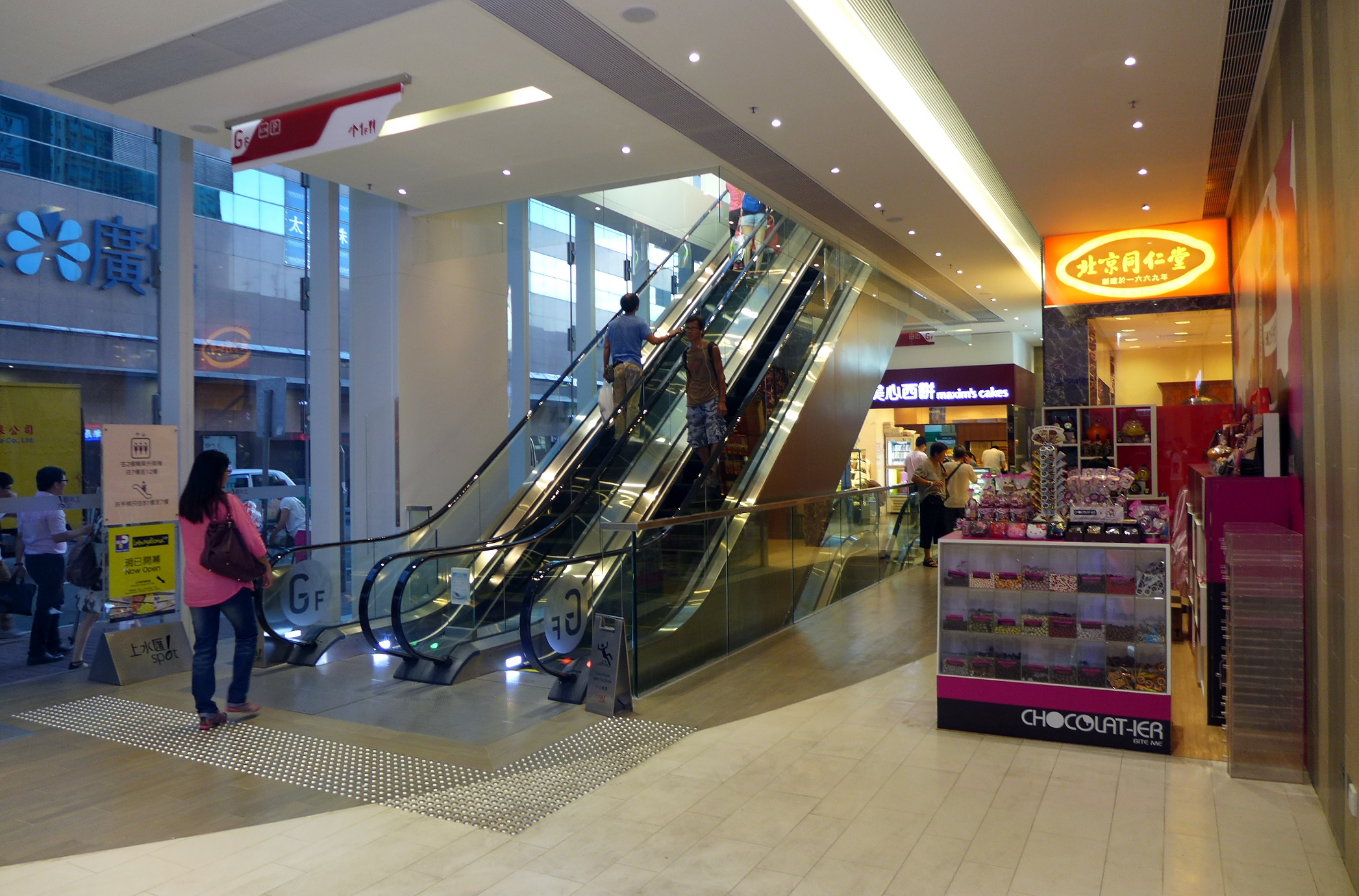
地下商店

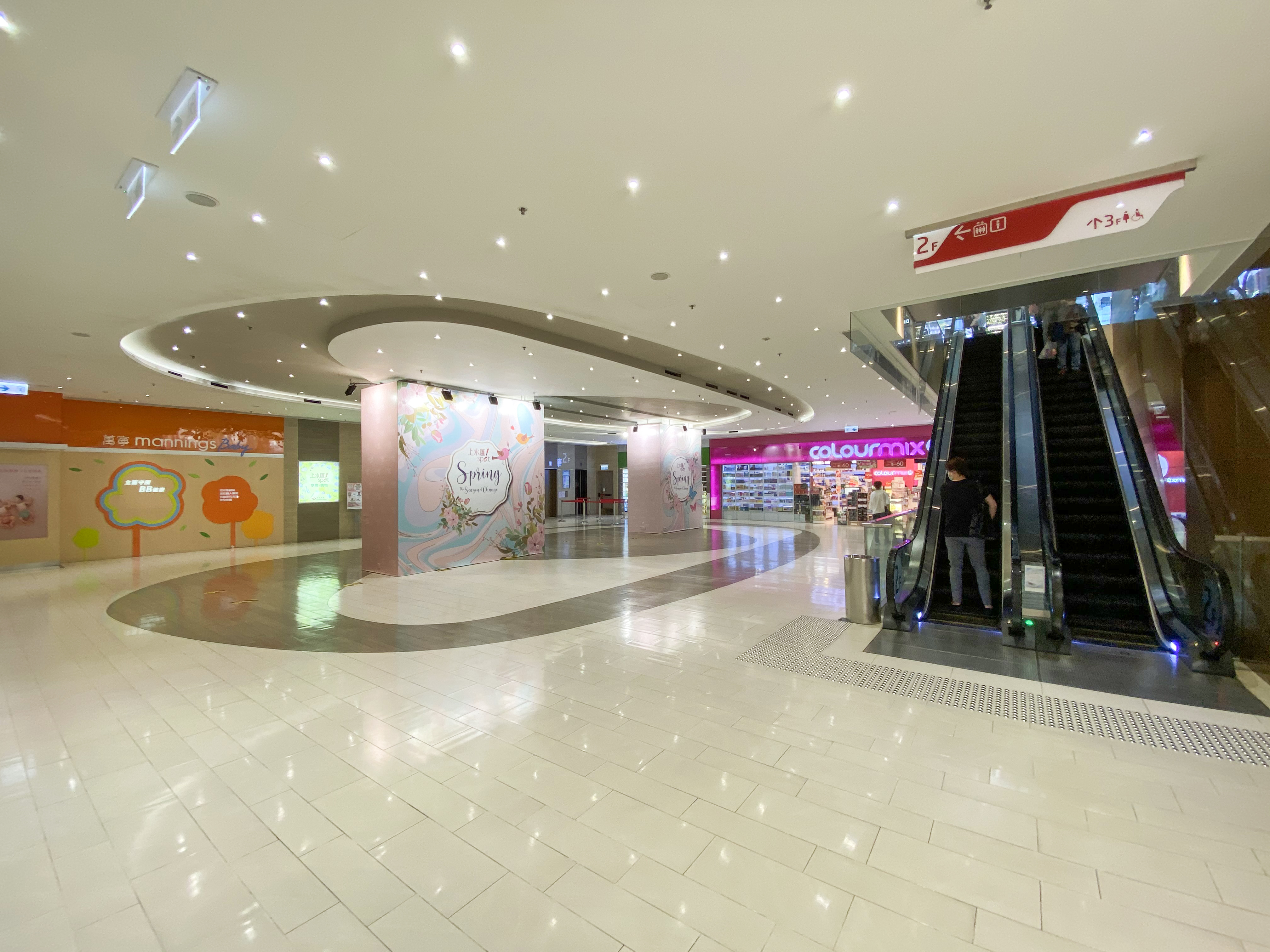
2樓大堂

上水匯（英語：Spot）位於香港新界上水龍琛路48號，商場樓高14層（B1-L12），面積達15萬平方呎，由培新集團興建，是集團的旗艦物業，於2014年6月開業，是香港新界區的唯一一座垂直銀座式購物中心，香港第三純商場建築，香港第2高純商場建築，新界最高純商場建築（14層）為北區第二大商場。

## 簡介
上水匯是培新集團繼尖沙咀Fhp Shopping Centre後首個獨立發展的純商業物業，投資額接近10億的項目，舖位數目逾80個，是集團的旗艦物業。物業外部由呂元祥建築師事務所（Ronald Lu & Partners）負責，採用玻璃幕牆設計，並設置特大電視屏幕；室內設計由Woods Bagot負責，以不少木紋的牆磚和地磚為商場內部整體格調。惟由於地盤面積細小及本來設計是用作酒店用途，後來才更改作全幢為商場用途，故走廊較一般商場狹窄及迂迴。商場設三部客用升降機，只途經2樓、7樓至12樓。扶手電梯連接地庫至7樓。另有行人天橋從2樓接駁上水廣場，經行人天橋網絡連接港鐵上水站及周邊建築、住宅。
商場的宣傳推廣活動場地設在2樓，除了可供商戶租用外，亦會舉行節日宣傳推廣活動，如2014年12月，場地擺放了聖誕佈置。
2020年，商場三樓及四樓進行翻新工程，並將四樓通道擴闊。
2020年12月14日，Donki開設Pop Up Store期間限定店至2021年1月4日。
日本迴轉壽司店壽司郎進駐上水匯1樓，於2023年7月21日開業。同層新開設南記粉麵.
2025年7月, 在上水市中心結業多年的大快活將在2樓開業.

## 商戶
現時商場租戶以零售商戶為主，主要包括地庫的百佳International；地下的美心西餅、中國移動、電訊數碼、 北京同仁堂；1樓的日本迴轉壽司店壽司郎、爭鮮迴轉壽司店、Catalo；2樓的屈臣氏、澳至尊、 Baleno、豐味館；3樓的大創百貨；及4樓的時裝舖及7樓的北區唯一playhouse Explorer Playhouse 探索家樂園（原智能身份證換領中心）。發展商現預留的2樓連行人天橋樓層稍後推出，意向每呎叫租更近300元。2021年增設大創百貨。
商場7樓原本是「兒童天地」，商戶包括Playhouse、Trendyland、Chickeeduck和童裝天地，惟全部已經結業，7樓全層隨後轉為智能身份證換領中心（已關閉）。
另外當中5萬平方呎為食肆用途，包括位於地下的Italian Tomato (已關閉)、1樓的爭鮮迴轉壽司、2樓的敏華冰廳、山崎麵飽、 5樓的薩莉亞、肯德基快餐和茜廊餐廳、6樓全層的潮江春, 以及位於11-12全層的名門壹號。現時目前零售樓面已租出逾9成，每月租金收入有700萬元，即每年共8,400萬元，屬集團多個收租項目中最多。
另保留約1成半，約2.4萬平方呎樓面作辦公室用途，位於8至9樓，於2014年10月份招租，意向租金每呎由25至28元。租戶包括樓上、英格蜜兒及善美有約。
2020年12月14日，Donki開設Pop Up Store期間限定店至2021年1月4日。
日本迴轉壽司店壽司郎進駐上水匯1樓，於2023年7月21日開業。同層新開設南記粉麵.
2025年7月, 在上水市中心結業多年的大快活將在2樓開業.

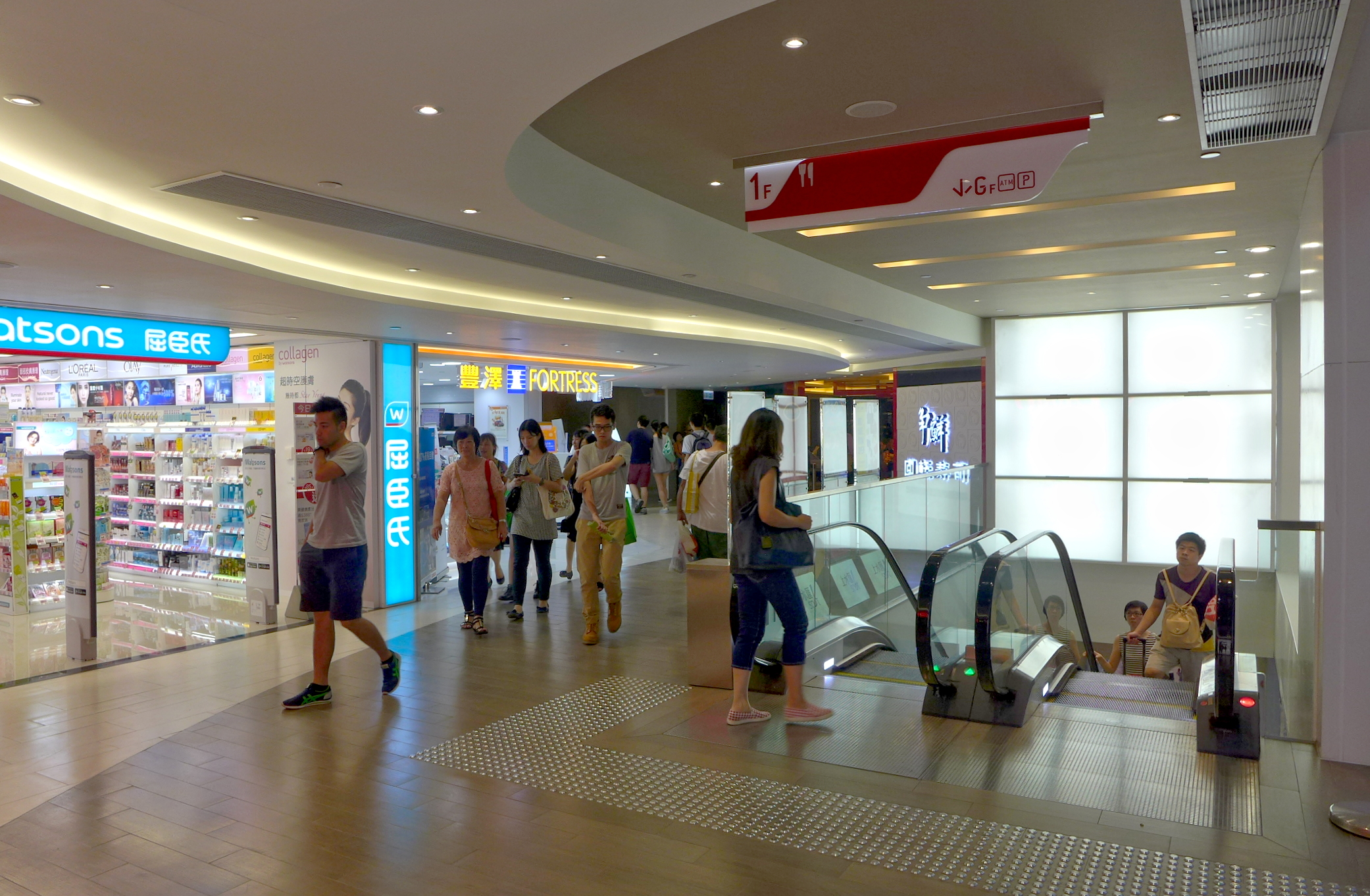
1樓商店
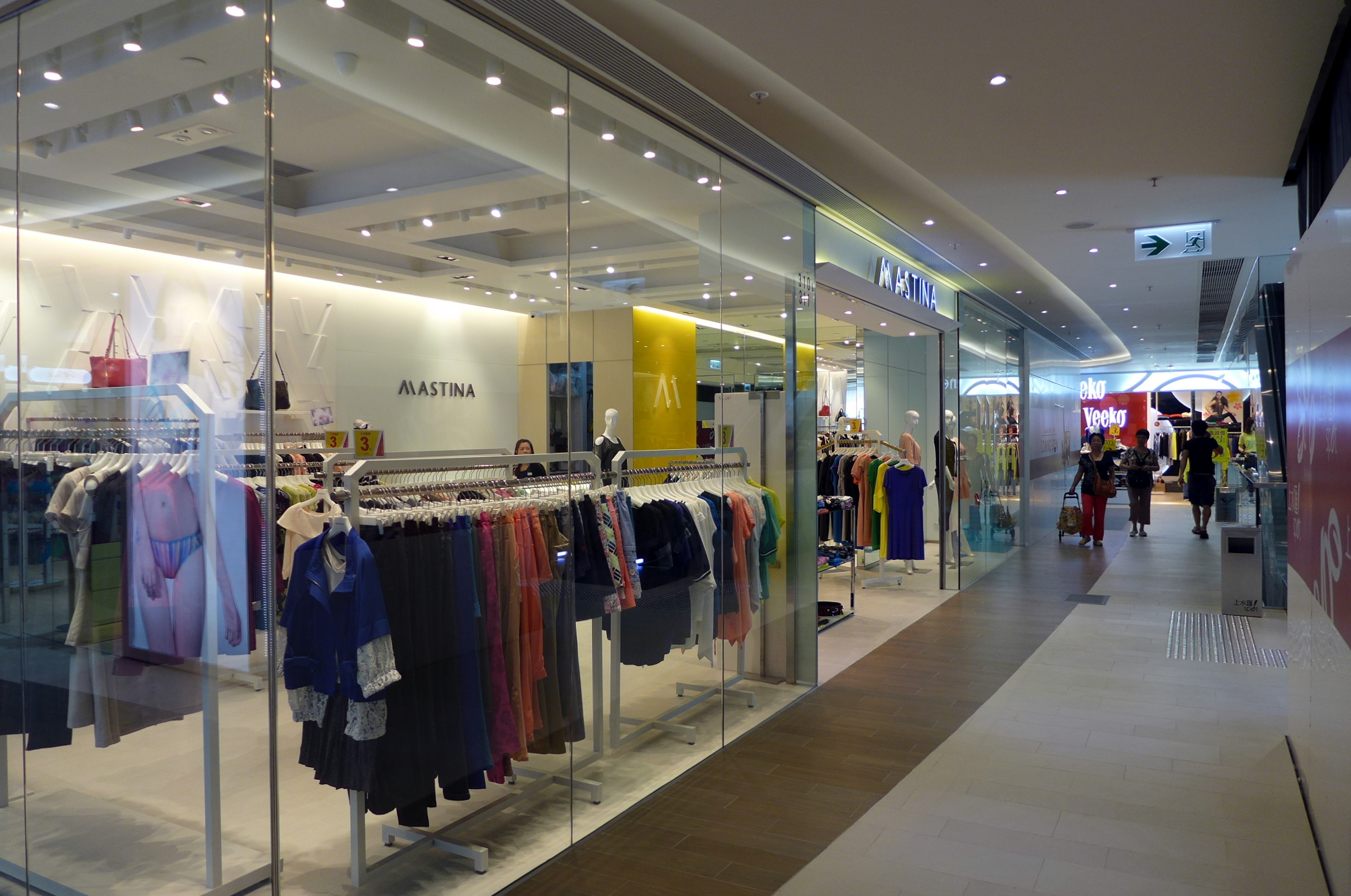
3樓時裝店
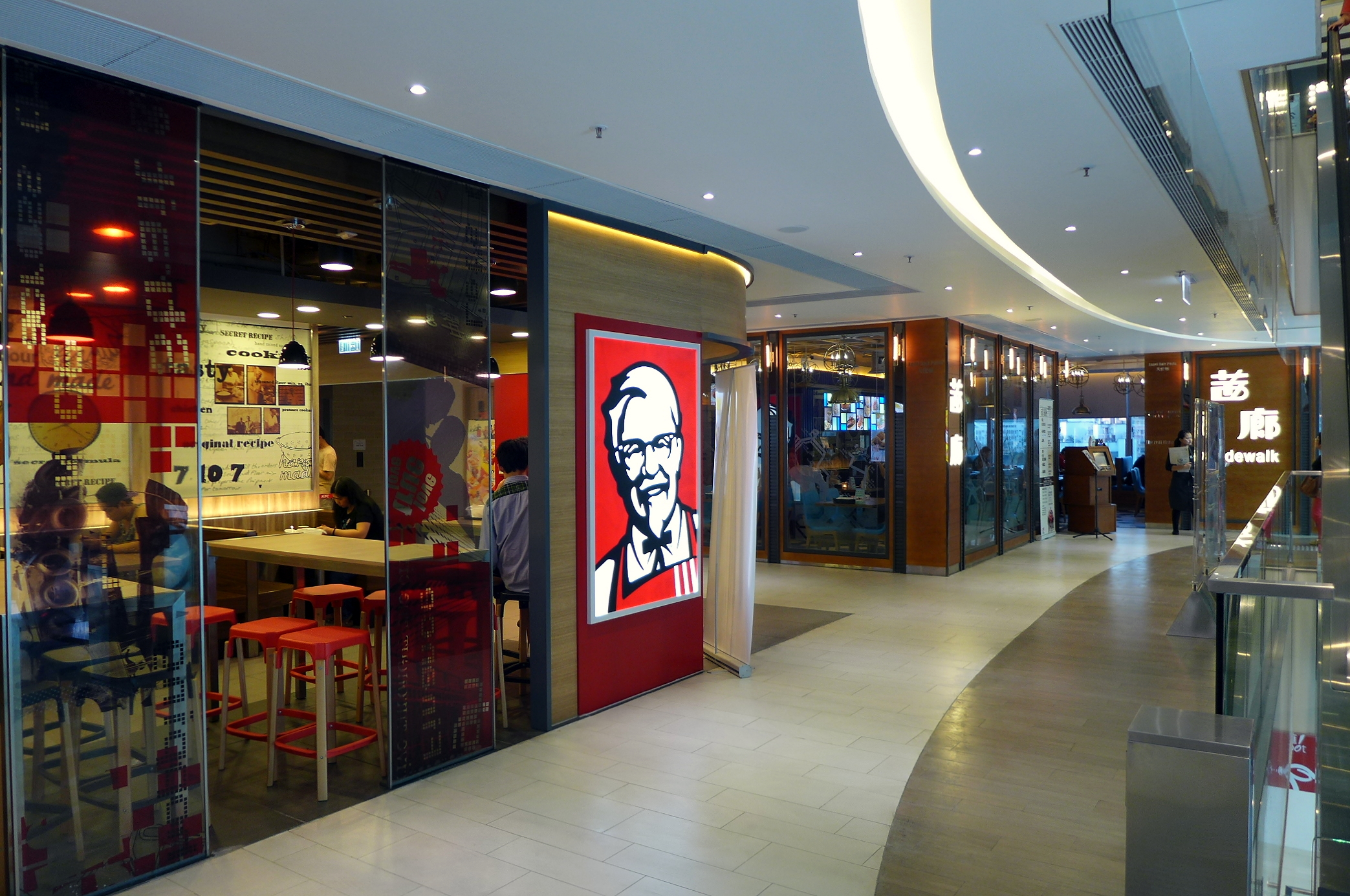
5樓食肆
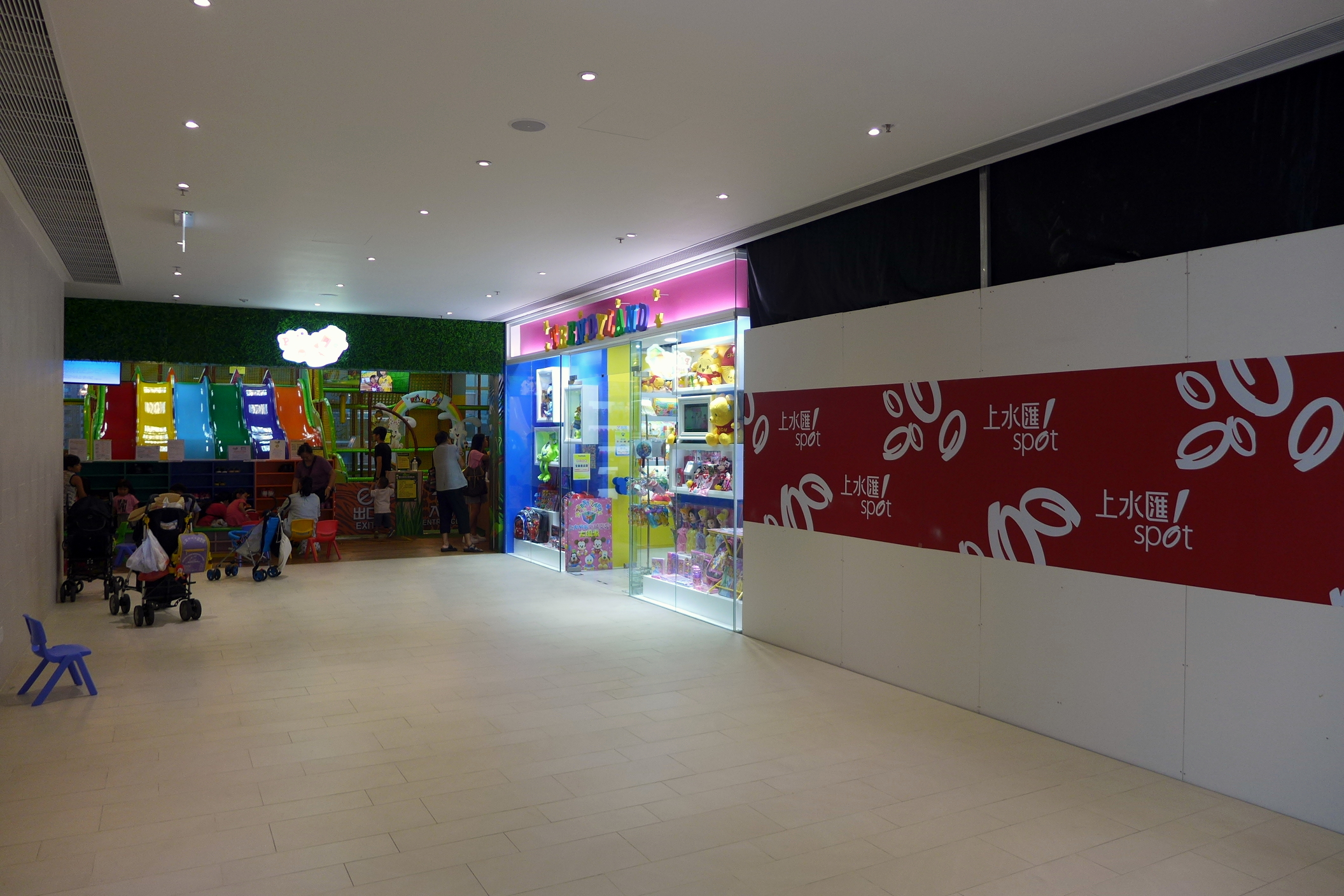
7樓「兒童天地」商店

## 交通
2樓設行人天橋連接至上水廣場，透過連接上水廣場的行人天橋網絡，可到達東鐵綫上水站、上水廣場下的上水巴士總站及小巴總站、新運路外的巴士站和彩園邨的巴士站前往其他地方。

## 站外鏈結
- 上水匯官網 （页面存档备份，存于）
- 上水匯的Facebook專頁